# Ерошкино (Можгинский район)
Ерошкино — деревня в Можгинском районе Удмуртии, входит в Нынекское сельское поселение. Находится в 27 км к юго-западу от Можги и в 101 км к юго-западу от центра Ижевска.